# Иоанн (герцог Истрии)

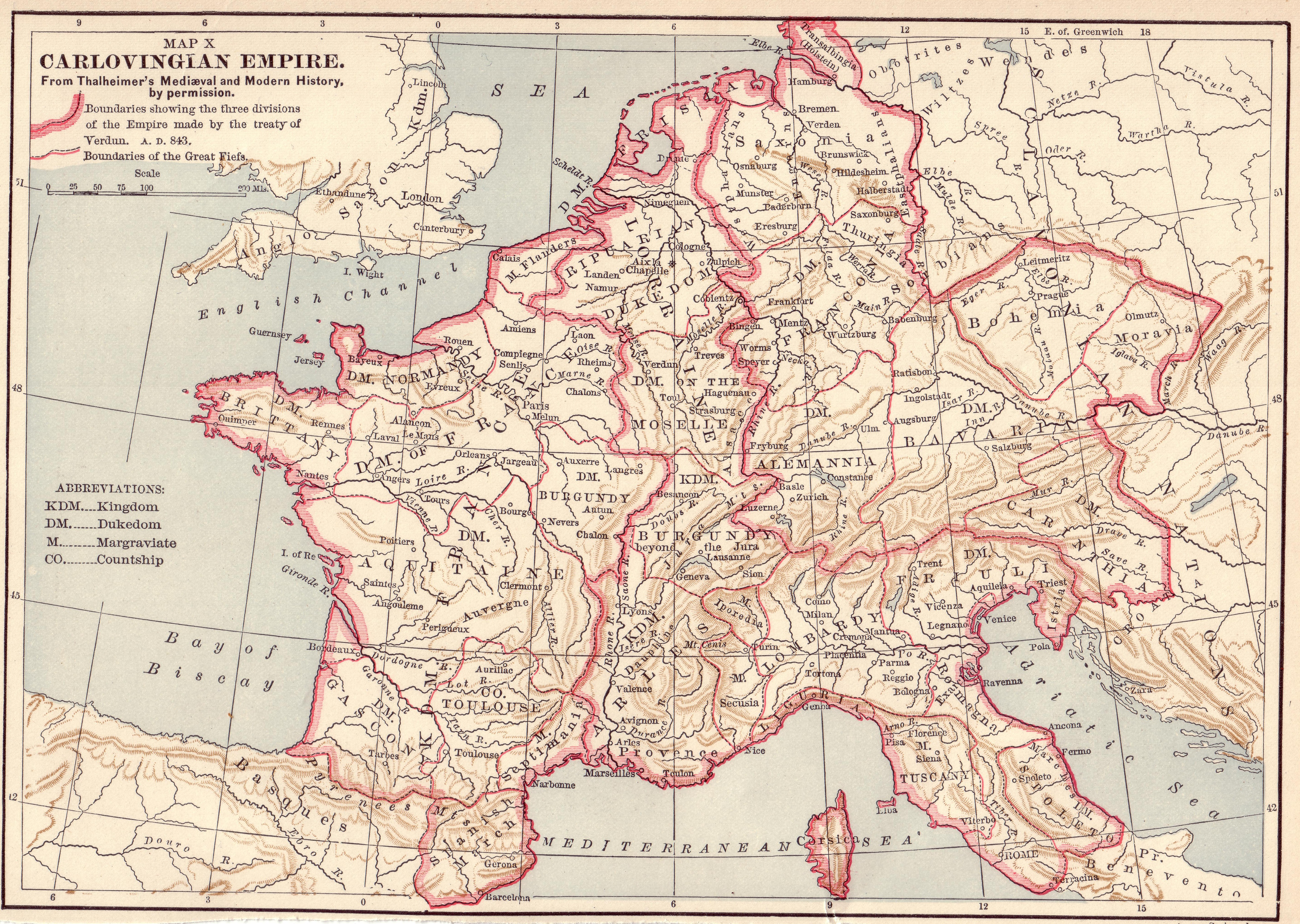
Франкская империя в первой половине IX века

Иоа́нн (лат. Johannes; умер после 804) — герцог Истрии (789/799 — не ранее 804), единственный из вассалов императора франков Карла Великого, упоминаемый в современных ему документах с таким титулом.

## Биография
Иоанн, вероятно, был знатным франком. Некоторые историки предполагают, что он мог быть тем неназванным по имени герцогом Истрии, которого в 791 году Карл Великий в письме к жене Фастраде назвал одним из своих лучших военачальников, особо отличившимся в походе против аваров. Эти исследователи придерживаются мнения, согласно которому, после захвата в 789 году принадлежавшей Византии Истрии, образованное на этих землях Истрийское герцогство было передано королём франков Иоанну. Однако, существует также предположение, основанное на приводимом патриархом Аквилеи Павлином II списке городов, находившихся под властью погибшего в 799 году герцога Эрика, что Истрийское герцогство принадлежало к владениям правителя Фриуля, а Иоанн был здесь его преемником.
Согласно акту состоявшегося в 804 году в городе Рисано (современная Рижана в Словении) судебного заседания, жители девяти истрийских городов принесли Карлу Великому жалобу на злоупотребления со стороны герцога Иоанна. Король франков направил в Истрию трёх посланцев (пресвитера Иццо и графов Кадолага и Айо), которые в присутствии патриарха Градо Фортуната II рассмотрели выдвинутые против Иоанна обвинения. Было установлено, что герцог Истрии «правил как тиран, преследуя собственные интересы и интересы своей семьи»: под предлогом борьбы с аварами он облагал местных жителей непомерными налогами, запрещал им пользоваться общественными лесами, незаконно конфисковывал земли, селя на них славян, налоги с которых получал в свою личную, а не государственную, казну. Также подтвердились обвинения, что правитель Истрии самоуправно отменил многие льготы для истрийцев, существовавшие ещё при византийцах, и распустил городское самоуправление, основанное на системе византийских чинов, поставив во главе городов лично преданных ему людей. Несмотря на заступничество патриарха Фортуната, Иоанн был вынужден признать бо́льшую часть предъявленных ему обвинений соответствующими действительности, клятвенно пообещав возместить нанесённый им ущерб из своих собственных средств. Часть обвинений правитель Истрии отверг, сославшись на свою неосведомлённость в вопросах налогообложения податного населения. В 815 году император Людовик I Благочестивый подтвердил привилегии жителям Истрии, обосновав это решение свидетельствами из предоставленной ему хартии о судебном заседании 804 года.
О дальнейшей судьбе Иоанна ничего не известно. Предполагается, что его преемником в Истрийском герцогстве не позднее 806 года стал Гунфрид I.